# أندرو ليزلي
أندرو ليزلي هو سياسي كندي، ولد في 1 ديسمبر 1957 في كندا. حزبياً، نشط في الحزب الليبرالي الكندي. وقد انتخب عضو مجلس العموم الكندي عن دائرة Orléans (federal electoral district) ‏ وقد انضم خلال فترته النيابية ‏ للكتلة البرلمانية الحزب الليبرالي الكندي.